# Ella Fitzgerald Sings the Jerome Kern Songbook
Ella Fitzgerald Sings the Jerome Kern Songbook (с англ. — «Элла Фицджеральд исполняет песни Джерома Керна») — двадцать восьмой студийный альбом американской джазовой певицы Эллы Фицджеральд, выпущенный на лейбле Verve Records в 1963 году под студийным номером Verve MGVS 6082-5. Пластинка входит в цикл «песенников» Фицджеральд — альбомов, посвящённых творчеству конкретного композитора или поэта, в данном случае Джерома Керна. Во время записи Ella Fitzgerald Sings the Jerome Kern Songbook певице аккомпанировал оркестр под управлением Нельсона Риддла.
В 2005 году Verve перевыпустила запись в формате CD со студийным номером Verve B0003933-02.

## Список композиций
Вся музыка написана Джеромом Керном.
| №                   | Название                 | Текст песни          | Длительность |
| ------------------- | ------------------------ | -------------------- | ------------ |
| 1.                  | «Let’s Begin»            | Отто Харбах          | 2:56         |
| 2.                  | «A Fine Romance»         | Дороти Филдс         | 3:36         |
| 3.                  | «All the Things You Are» | Оскар Хаммерстайн II | 3:15         |
| 4.                  | «I’ll Be Hard to Handle» | Бернард Дугал        | 3:47         |
| 5.                  | «You Couldn’t Be Cuter»  | Дороти Филдс         | 3:13         |
| 6.                  | «She Didn’t Say Yes»     | Отто Харбах          | 3:20         |
| Общая длительность: | Общая длительность:      | Общая длительность:  | 20:07        |

| №                   | Название                    | Текст песни          | Длительность |
| ------------------- | --------------------------- | -------------------- | ------------ |
| 7.                  | «I’m Old Fashioned»         | Джонни Мёрсер        | 3:27         |
| 8.                  | «Remind Me»                 | Дороти Филдс         | 3:50         |
| 9.                  | «The Way You Look Tonight»  | Дороти Филдс         | 4:28         |
| 10.                 | «Yesterdays»                | Отто Харбах          | 2:51         |
| 11.                 | «Can’t Help Lovin’ Dat Man» | Оскар Хаммерстайн II | 3:54         |
| 12.                 | «Why Was I Born?»           | Оскар Хаммерстайн II | 3:44         |
| Общая длительность: | Общая длительность:         | Общая длительность:  | 22:14        |

## Избранные участники записи
- Элла Фицджеральд — вокал.
- Нельсон Риддл — аранжировки, дирижирование.
- Дон Фагерквист, Кэролл Льюис, Джордж Сиберг, Шорти Шерок — труба.
- Дик Нэш, Томми Педерсон, Томми Шепард, Джордж Робертс — тромбон.
- Плас Джонсон, Уилбур Шварц — саксофон.
- Фрэнк Флинн — барабаны.
- Джо Комфорт — контрабас.
- Роберт Бейн — гитара.
- Пол Смит — фортепиано.
- Арманд Капрофф — виолончель.
- Алекс Нейман — альт.
- Виктор Арно — скрипка.